# Marcel Delattre
Marcel Delattre (né le 17 novembre 1939 à Puteaux) est un coureur cycliste français. Il a notamment été champion du monde de poursuite amateur en 1960. La même année, il a pris la quatrième place de la poursuite par équipes aux Jeux olympiques de Rome. Professionnel de 1962 à 1965, il a été champion de France de poursuite en 1964.

## Palmarès

### Jeux olympiques
- Rome 1960
  - 4e de la poursuite par équipes

### Championnats du monde
- 1960
  -  Champion du monde de poursuite amateur
- 1961
  -  Médaillé de bronze de la poursuite amateur

### Jeux méditerranéens
- 1959
  -  Médaillé de bronze de la poursuite

### Championnats nationaux
- 1958
  -  Champion de France universitaire de poursuite
- 1959
  -  Champion de France universitaire de poursuite
- 1960
  -  Champion de France de poursuite amateurs
  -  Champion de France militaire de poursuite
- 1961
  -  Champion de France de poursuite amateurs
  -  Champion de France militaire de poursuite
- 1964
  -  Champion de France de poursuite